# العلاقات الفرنسية النيجيرية
العلاقات الفرنسية النيجيرية هي العلاقات الثنائية التي تجمع بين فرنسا ونيجيريا.

## مقارنة بين البلدين
هذه مقارنة عامة ومرجعية للدولتين:
| وجه المقارنة                                              | فرنسا                                                    | نيجيريا                     |
| --------------------------------------------------------- | -------------------------------------------------------- | --------------------------- |
| المساحة (كم2)                                             | 643.80 ألف                                               | 923.77 ألف                  |
| عدد السكان (نسمة)                                         | 67.12 مليون                                              | 190.89 مليون                |
| الكثافة السكانية (ن./كم²)                                 | 104.26                                                   | 206.64                      |
| العاصمة                                                   | باريس                                                    | أبوجا، لاغوس                |
| اللغة الرسمية                                             | لغة فرنسية                                               | لغة إنجليزية، اللغة اليوربا |
| العملة                                                    | يورو، فرنك س ف ب، فرنك فرنسي، Livre tournois ‏            | نيرة نيجيرية                |
| الناتج المحلي الإجمالي (بليون دولار)                      | 2.58 تريليون                                             | 375.77 مليار                |
| الناتج المحلي الإجمالي (تعادل القوة الشرائية) بليون دولار | 2.87 تريليون                                             | 1.09 تريليون                |
| الناتج المحلي الإجمالي الاسمي للفرد دولار أمريكي          | 36.20 ألف                                                | 2.64 ألف                    |
| الناتج المحلي الإجمالي للفرد دولار أمريكي                 | 39.33 ألف                                                | 5.91 ألف                    |
| مؤشر التنمية البشرية                                      | 0.888                                                    | 0.514                       |
| رمز المكالمات الدولي                                      | +33                                                      | +234                        |
| رمز الإنترنت                                              | .fr، .bzh ‏، .tf، .re، .wf، .yt، .pm، .paris              | .ng                         |
| المنطقة الزمنية                                           | أوروبا/باريس ‏، توقيت وسط أوروبا، توقيت وسط أوروبا الصيفي | ت ع م+01:00                 |

## مدن متوأمة
في ما يلي قائمة باتفاقيات التوأمة بين مدن فرنسية ونيجيرية:
- ترتبط تولوز مع لاغوس باتفاقية توأمة منذ 1958.[16][16]

## منظمات دولية مشتركة
يشترك البلدان في عضوية مجموعة من المنظمات الدولية، منها:
| علم المنظمة | اسم المنظمة                               | تاريخ انضمام فرنسا | تاريخ انضمام نيجيريا |
| ----------- | ----------------------------------------- | ------------------ | -------------------- |
|             | مؤسسة التنمية الدولية                     | 30 ديسمبر 1960     | 14 نوفمبر 1961       |
|             | الأمم المتحدة                             | 24 أكتوبر 1945     | 7 أكتوبر 1960        |
|             | منظمة التجارة العالمية                    | 1995               | ?                    |
|             | منظمة الشرطة الجنائية الدولية             | ?                  | ?                    |
|             | المركز الدولي لتسوية المنازعات الاستشارية | 20 سبتمبر 1967     | 14 أكتوبر 1966       |
|             | الاتحاد الدولي للاتصالات                  | 1866               | 11 أبريل 1961        |
|             | الفريق المعني برصد الأرض                  | ?                  | ?                    |
|             | البنك الدولي للإنشاء والتعمير             | 27 ديسمبر 1945     | 30 مارس 1961         |
|             | المنظمة الهيدروغرافية الدولية             | ?                  | ?                    |
|             | الاتحاد البريدي العالمي                   | ?                  | ?                    |
|             | منظمة حظر الأسلحة الكيميائية              | ?                  | ?                    |
|             | مؤسسة التمويل الدولية                     | 20 يوليو 1956      | 30 مارس 1961         |
|             | البنك الإفريقي للتنمية                    | ?                  | ?                    |
|             | وكالة ضمان الاستثمار متعدد الأطراف        | 28 ديسمبر 1989     | 12 أبريل 1988        |
|             | يونسكو                                    | 4 نوفمبر 1946      | 14 نوفمبر 1960       |

## أعلام
هذه قائمة لبعض الشخصيات التي تربطها علاقات بالبلدين:
- آشا (1 سبتمبر 1982 – )
- إسماعيل إهيو (لاعب كرة قدم فرنسي، 10 ديسمبر 1986 – )

## وصلات خارجية
- موقع وزارة الخارجية الفرنسية
- موقع وزارة الخارجية النيجيرية